# باول شامبرز
باول شامبرز (بالإنجليزية: Paul Chambers)‏ هو عازف جاز وملحن أمريكي، ولد في 22 أبريل 1935 في بيتسبرغ في الولايات المتحدة، وتوفي في 4 يناير 1969 في نيويورك في الولايات المتحدة بسبب سل.

## وصلات خارجية
- باول شامبرز على موقع IMDb (الإنجليزية)
- باول شامبرز على موقع ميوزك برينز (الإنجليزية)
- باول شامبرز على موقع أول ميوزيك (الإنجليزية)
- باول شامبرز على موقع ديسكوغز (الإنجليزية)
- باول شامبرز على موقع قاعدة بيانات الفيلم (الإنجليزية)